# 保坂祐二
保坂 祐二（ほさか ゆうじ、1956年2月26日 -）は、韓国の政治学者。世宗大学校教授、独島総合研究所所長。

## 経歴
- 1956年、東京に生まれる。
- 東京大学工学部在籍中に『明成皇后殺害事件』（乙未事変）に関する内容に触れ、卒業後、なぜ日本は韓国を併合したのかという疑問を解決するため、1988年より韓国に留学。
- 高麗大学校政治外交学科3学年に編入学し1年間修学。その後、高麗大学校大学院政治外交学科修士、博士課程を経て、政治学博士号を取得。
- 1998年から世宗大学校の教員となる。
- 2003年に韓国に帰化したが、その後も名前は「日本の名前を使いながら独島が韓国の領土であるということを証明しにいくほうが効果的ではないか」として日本式を使用している[2]。
- 2004年8月15日、韓国在住の日本人や日系韓国人としては初めて、ソウルの中心部に位置したボシン閣で、33回の打鐘に招待される。
- 2005年12月25日、「韓国外交通産部長官賞」受賞。
- 2007年8月21日、「世宗大学優秀教授特別賞」受賞。
- 2008年12月、世宗大学校付設独島総合研究所の所長へ就任。
- 2009年9月、著書『我が歴史独島』が韓国刊行物倫理委員会により<9月の、読む価値のある本>歴史部門に選定される。
- 2013年2月、韓国政府が独島領有権の研究と広報に対する功労を認定し、紅条勤政勲章を授与[3]。
- 2015年2月、日本国出身者としては史上初めて、韓国独立記念館理事（任期2年）に選出される。
- 2015年8月、ラスク書簡に関するSSCI論文などが評価され、世宗大学から2度目の「優秀教授賞」が授与された。
- 2020年3月、共に市民党最高委員に就任。同党が5月に解党するまで務めた。
- その他の活動として、韓国日本言語文化学会副会長、大韓弁護士協会諮問委員、東北アジア歴史財団諮問委員、韓国外交部独島対策委員会諮問委員（以上、歴任）、東アジア平和研究所常任理事、韓国国会図書館諮問委員、韓国国会図書館広報大使、海洋博物館広報大使、東アジア平和学会会長、「祖国愛、独島愛」オーストラリア連合会顧問、世宗大学独島総合研究所所長、「獨島と東アジア(www.dokdoandeastasia.com)」サイト運営者（以上、現職）、など。

## 主張
竹島問題に関しては、一貫して日本の主張を批判しており、竹島（韓国名：独島）は韓国領であるという立場をとっている。日本側が韓国側の主張の多くの部分を歪曲、または完全に隠蔽し、また日本側の竹島に関する領有権主張は表面的な事実を真実のように情報統制しているものであり、公開されない史料や真実があまりに多いと主張している。その代表的な例が1877年の太政官指令文の隠蔽と意図的な誤読、曲解であると主張する。特に同じ竹島問題の研究者である下條正男 拓殖大学教授（竹島問題研究所座長）が客観性を失っているとして、彼の主張を独自の根拠を挙げて批判している。例えば、下條が太政官指令文の中の「竹島外一島」をアルゴノートとダジュレーと主張していることに関して、保坂は太政官が竹島と松島をアルゴノートとダジュレーと見なしたという根拠は一切なく、指令文の内容や付図である<磯竹島略図>に示された竹島と松島は明確に鬱陵島と現在の竹島（独島）であるとして、下條が歴史的事実を意図的に隠蔽・誤読していると論文で主張している。2011年、韓国人歌手キム・ジャンフンと独島を紹介するウェブサイト「TRUTH of DOKDO」（独島の真実）を開設した。さらに2014年2月に保坂は新しいサイトである「独島と東アジア」を開設した。このサイトは、独島問題だけでなく慰安婦、靖国神社、憲法改正、集団的自衛権、その他についても記事、資料などを公開している。

### 林子平の地図と領有権研究

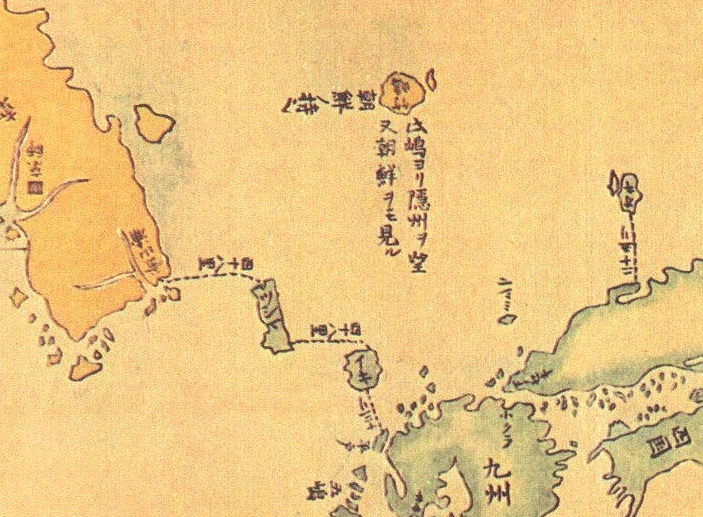
林子平による三国通覧輿地路程全図の竹嶋付近

長久保赤水による改正日本與地路程全図（1779年 初版）

- 1785年に林子平が制作した「三国接壌之図（三国通覧輿地路程全図）」には竹嶋（現在の鬱陵島）が描かれており、その北東近傍にある小島と共に朝鮮半島と同色で描かれている。またこの島の左には朝鮮の領土と記されている。保坂はこの北東近傍の小島を現在の竹島だとして現在の竹島はこの時すでに朝鮮領であったとしている。また、林子平が地図を作成する際は当時日本で普及していた長久保赤水の改正日本輿地路程全図(1779年)を元にしたとしており[7]、子平の地図の竹嶋（鬱陵島）北東近傍の小島は赤水の地図に記載された松島であり、子平はこの二島を明確に朝鮮領土としていると主張している[8]。（赤水の日本地図には松島「現在の竹島」が記載されており、本土と同色に描かれているものがあるため日本領の根拠の一つとなっている）　また保坂は、子平の地図は1854年に江戸幕府が小笠原群島の領有権をアメリカと争ったときに使用された日本の公式地図であるので、当時の日本政府は現在の竹島を朝鮮領だと認めているとしている[9][10][11]。ただし、江戸幕府とペリー提督の間で小笠原諸島領有の交渉が行われた記録は日米の公式記録にはなく、ペリーが記した「ペリー艦隊日本遠征記」にも記録がない。京都産業大学教授若松正志の調査によって、このエピソードは藤原相之助の書いた新聞連載小説「林子平」『河北新報』大正13年（1924年）11月16日掲載分に記載された内容と一致することが判明している[12]。

### 太政官指令文研究
- 1877年の太政官指令により「竹島外一島之義本邦関係無之義ト可相心得事」と決定し、太政類典第二編には「日本海内竹島外一島ヲ版圖外ト定ム」としていることに関し、太政官指令文の外一島に関する内容を分析した。太政類典の中では「竹島」について現在の鬱陵島の地勢に似た内容が書かれ、「松島」については周囲が約30町（約3.3km）で竹や樹木が無く、魚と獣（アシカ）が取れるとしている。彼はこの点を上げ、この文書の中の「外一島」とは松島、すなわち現在の竹島（独島）であり、太政官が現在の竹島（独島）を朝鮮領土と認定したと主張する。さらに太政類典には、「松島」は「隠岐から竹島（鬱陵島）に行くとき、同一航路上にあり、隠岐から約80里（地上の距離では約320km、しかし、後述のように彼は当時海上の距離としての里は現在の海里に近かったとしている）の距離である」と記されている文章を指摘しながら、17世紀以来日本人たちは多くの文書で隠岐と松島の距離を約70-80里と記してきたという文献的事実と、里を海里と理解した場合、80里は約148kmとなり実際の隠岐〜竹島（独島）間の距離157kmに近くなることなどを指摘しながら、距離的にも「外一島(松島)」は現在の竹島（独島）であると主張する。（明治政府は1872年の時点で水路部により海上の1里を正確な1海里(=1.852km)とすることを決定しているが、保坂はその後の1877年のこの公的指令文の里も海里（浬）と解している。1905年1月28日に古来の松島を竹島と命名して島根県に編入することを決定した閣議決定文書には、隠岐と現在の竹島の距離を85浬<海里>と正確に書いている。）[13]

### 鬱陵島と独島の名称変遷研究
- 1882年に、鬱陵島検察使に任命された李奎遠が当時の韓国王高宗と対話した際、高宗は鬱陵島の側に于山島、松竹島などがあると指摘した。しかし李奎遠はこれに対し「于山島とは鬱陵島のこと」と答えたので、高宗は李奎遠の意見をいったん受け入れ「于山島、竹島（チュクド）、松島を総称して鬱陵島と言うのだ」と整理し直した。つまりこの時「于山島とは倭のいう松島である」というそれまでの朝鮮の島名の認識に変化が起きたと保坂は見ている。（保坂は、この松島は現在の竹島であり、当時日本で呼ばれていた松島が現在の竹島であることを高宗は朝鮮の文献を通して知ったとしている。）そして1900年、結果的に大韓帝国は松島という日本名を捨て、鬱陵島の住民たちが現在の竹島に使っていたとする「ドクソム」という言葉を韓国王朝だけでしか使われていない「石島」として鬱島郡に編入したとしている。1882年の移住以来、住民たちは「ドクソム」の音を用いた「独島」という名称を充てて使っていたため独島という名称が定着、鬱島郡守の深興澤が1906年に住民の呼び名である「独島」という名称を用いて議定府に報告したとき議定府でも独島を現在の竹島と認識したことから、「石島」=「独島」という認識は当時の大韓帝国では一般的なものであったとし、現在の竹島の名称が韓国で于山島からトクソム(ドクソム)、つまり訓で石島、音で独島に変化した経緯を彼なりに説明している[14]。
- 1900年10月25日の大韓帝国勅令41号において韓国政府は鬱陵島を中心にした鬱島郡を制定し、その管轄範囲を鬱陵島、チュクト、石島としたが、彼は上記の理由から石島とは独島（現在の竹島）であると主張する。彼は、鬱陵島近傍の「観音島」が島項、またはカクセ島（この名称は現在でも使用されている）という名称を持っており、この島を石島とした事実が無いこと、さらに鬱陵島に隣接している観音島は観音崎とも呼ばれる[15]。

### 日本・朝鮮地図、ラスク書簡、日韓基本条約、その他
- 2005年4月、『日本の古地図にも独島はない』（子音と母音）を韓国で出版し、竹島の記載されていない日本の古地図や竹島を日本の版図外とした太政官指令文などを公開した。竹島研究には、民族主義的感情を排除した、客観的な資料発掘が重要であるとしている。
- 2006年10月、日本人制作による古地図の写本2点を公開した。1点は1882年制作の『朝鮮國全圖』（註：この地図に描かれた竹島と松島は、川上健三がその著書(1966)で鬱陵島と現在の竹島（独島）であることを認めている。）、もう1点は1883年に制作の『大日本全圖』。松島が『朝鮮國全圖』に記され、『大日本全圖』には記されていないことから、日本はこの時、松島が朝鮮国の一部である事を認めていたとし、同月、鬱陵島の独島博物館を訪問し、この2つの地図の写本を寄贈している[16]。
- 2008年2月22日、日本人制作の『新撰朝鮮国全図』(1894)（註：この地図は前述の『朝鮮國全圖』に彩色しただけの地図である。）と、『朝鮮変乱詳細地図』(1894)を公開した。2点とも、現在の鬱陵島と竹島が韓国本土と同じ色で塗られ、日本列島とは領土的に区別されていることを指摘した[17][18][19]。
- 彼は2008年7月の竹島に関するアメリカの地名委員会による表記に関わる騒動について、「日本は静かに、しかし執拗に米国（政府）側の核心人物に対するロビー活動を続けてきたが、韓国はそうでなかった」、韓国はただ「<独島は韓国が実効支配している地域であり、それをよく分かってほしい>という水準にとどまっていた」と述べている。また、「日本は‘竹島は日本固有の領土’と主張しているが、‘中立的領土’と表記され、当惑し」、「それで(日本の)主要日刊紙が報道を2-3日ほど先に延ばした」と主張している[20]。
- 保坂は、韓国漫画家協会の要請により、韓国の代表的な漫画家であるイヒョンセと共に、<独島への愛>というマンガを原作者として5日にわたって連載した。掲載は2008年10月20日から24日まで行なわれ、朝鮮日報の文化面のトップ記事として載せられた[21][22][23][24][25]。
- 2009年2月23日、保坂は、于山島に峰が描かれた朝鮮時代の古地図2点を公開。彼はこのような地図によって于山島が鬱陵島の東2kmに位置する峰のないチュクトではなく確実に独島であり、韓国が朝鮮時代にも独島に対する領有意識を明確に持っていたことが証明されるとした[26]。
- 2012年5月、保坂は、外務省が主張する内容ー即ち1951年8月に米国はラスク書簡を在米韓国大使館に送付し、「独島は1905年以降日本の島根県隠岐島の所管であり、それ以前に韓国が独島を領有したことも、独島に対して領有権を主張した事実もない」ことを理由に挙げて、独島を事実上日本の領土であると認めたという内容に関して「ラスク書簡は、他の連合国との間で合意された内容ではなく、米国の独断により韓国政府に送られた秘密文書であるため、米国の見解とは看做されたとしても決してサンフランシスコ条約の結論には成り得ない文書」であるとし、ラスク書簡が独島を日本領土とした文書という日本側の見解は全くの事実誤認と歪曲であることを、米国の他の秘密文書を引用して証明したと主張した[27][28]。
- 2012年8月、保坂は、1965年の日韓基本条約と同日に締結した『日本国と大韓民国との間の紛争の解決に関する交換公文』に、「両国政府は別に規定がある場合を除き両国間の紛争であり外交上の経路を通じて解決できない問題は両国政府が合意する第三国による調整によりその解決を図る」と規定されていると主張し、日本が1965年以後に国際司法裁判所(ICJ)に提訴することは「理にかなっていない」という見解を明らかにした[1]。この交換公文について「独島が紛争地域という日本の主張が交換公文から削除され、韓国は独島を紛争地域と認めなかった。したがって交換公文の紛争解決方式も独島には適用されない」、また「ICJ による解決方式は交換公文から除外されたので韓日紛争は ICJ に回付されない」として、この交換公文と日韓基本条約によって日本政府は竹島を日本の領土とする根拠を国際法的に消失し、そのため1965年以降日本政府は ICJ への提訴を韓国に対して公式に提案できなかったのであると主張している[29]。2012年8月21日、韓国の李明博大統領が竹島に上陸したことから、日本はこれに反発して韓国に対し ICJ に合意付託すること及び日韓紛争解決交換公文に基づく調停を行う提案をしたが、同月30日、韓国政府より応じない旨を口上書で日本政府に回答した。
- 鬱陵島と独島に関する日本での名称の混乱の本質は、日本が鬱陵島と独島の歴史を忘却し、独島を領有していなかった証拠と主張している。1883年から日本の海軍省水路部が発行を始めた日本政府の公式文書である『水路誌』では、独島を朝鮮東岸に所属する「リヤンコールト列岩」と紹介し、その歴史に関して幕末以前の歴史を記せず、「此列岩ハ1849年仏国船『リヤンコールト』号初テ之ヲ発見シ」と記して、独島が初めて1849年にフランス船によって発見されたと明記している[30] これらの事実は、19世紀の中ごろには日本が幕末以前の独島の歴史に関して忘却したことを示しており、それは当時日本が独島を領有していなかった証拠であると主張している[31]。

## 著書
日本と韓国向けには数冊の訳書がある。著書は韓国国内向け、英語圏向けのものである。
<著書>
- 『日本に絶対やられるな』（2002、ダプゲ）
- 『日本帝国主義の民族同化政策分析 〜朝鮮、満州、台湾を中心に〜』 (2002、J&K)
- 『現代日本の政治と社会』（2005、メボン、共著）
- 『日本の古地図にも独島はない』（2005、子音と母音）
- 『Dreaming of Seventy Million Dok-do's』（2005、図書出版多層<英文>、共著）
- 『日本の歴史を動かした女性たち』（2006、文学手帖）
- 『朝鮮の士（ソンビ）と日本の侍』（2007、キムヨンサ）
- 『日本右翼思想の基底研究』（2007、ポゴサ、共著）
- 『33人の叫び』（2007、独島を愛する協議会、共著）
- 『独島領有権に対する韓日及び周辺国の認識と政策比較研究』(2007.韓国海洋水産開発院、共著)
- 『竹島問題研究会の最終報告書批判-日本側絵図に対する批判的考察』(2008.韓国海洋水産開発院)
- 『我が歴史独島ー韓日関係史から見た独島』(2009、冊問)
- 『大韓民国－独島』（2010、冊問）
- 『大韓民国－独島教科書』(2012、ヒューイノム)

<訳書>
- 『独島・竹島、韓国の論理』（2005、論創社）
- 『朝鮮戦争』（2007、論創社）
- 『独島=竹島論争』（2008、ポゴサ）
- 『植民地朝鮮の開発と民衆-植民地近代化論、収奪論の超克』（2008、明石書店）